# Крашце
Крашце (словен. Krašce) — поселення в общині Моравче, Осреднєсловенський регіон, Словенія. 
Висота над рівнем моря: 362,3 м.